# Said Husejinović
Said Husejinović (* 13. Mai 1988 in Zvornik, SFR Jugoslawien) ist ein bosnisch-herzegowinischer Fußballspieler.

## Karriere

### Vereine
Der Mittelfeldspieler kommt aus der Jugend von FK Sloboda Tuzla und begann 2006 seine Profikarriere. Er wurde auf Anhieb Stammspieler und war zuletzt Leistungsträger und Kapitän seiner Mannschaft.
Zur Saison 2008/09 wechselte er in die Bundesliga, zu Werder Bremen, wo er einen langfristigen Vertrag bis zum 30. Juni 2012 unterschrieb. Ende Januar 2009 wurde Husejinović bis Saisonende an den 1. FC Kaiserslautern ausgeliehen.
Am 28. Juli 2011 wurde auf der Homepage von Werder Bremen bekannt gegeben, dass der Vertrag mit Said Husejinović nach einem geplatzten Wechsel nach Griechenland aufgelöst würde. Dies sei, so Werder-Geschäftsführer Klaus Allofs, „die beste Lösung“ gewesen.
Nach einer achtmonatigen Zeit ohne Verein wurde er am 16. März 2012 vom bosnischen Erstligisten FK Sarajevo verpflichtet. Er unterschrieb einen Einjahresvertrag bis zum 31. Dezember 2012. Ein Jahr später wechselte er zu Dinamo Zagreb und Anfang 2016 zum Lokalrivalen Lokomotiva Zagreb. Dann folgten Stationen in seinem Heimatland, zuerst erneut FK Sarajevo und FK Sloboda Tuzla sowie FK Tuzla City. Seit Sommer 2020 spielt er wieder für FK Sloboda Tuzla.

### Nationalmannschaft
Said Husejinović absolvierte von 2007 bis 2008 jeweils drei Spiele für die A-Nationalmannschaft und die U21 seines Heimatland.

### Erfolge
- Kroatischer Meister: 2013, 2014, 2015, 2016
- Kroatischer Pokalsieger: 2015, 2016
- Deutscher Pokalsieger: 2009
- Bosnisch-Herzegowinischer Pokalsieger: 2017